# Linnemannia elongata
Linnemannia elongata (Linnem.) Vandepol & Bonito – gatunek grzybów należący do typu Mucoromycota. Grzyb mikroskopijny żyjący w glebie.

## Systematyka
Pozycja w klasyfikacji według Index FungorumMortierella, Mortierellaceae, Mortierellales, Incertae sedis, Mortierellomycetes, Mortierellomycotina, Mucoromycota, Fungi.
Po raz pierwszy opisał go w 1941 r. Germaine Linnemann, nadając mu nazwę Mortierella elongata. W 2020 r. Vandepol i Gregory Bonito przenieśli go do rodzaju Linnemannia. Synonimy:
- Mortierella debilis E. Wolf 1954
- Mortierella debilis var. firmior E. Wolf 1954
- Mortierella elongata Linnem. 1941
- Mortierella elongata var. subtilis Linnem. 1941[2].

## Morfologia
Kolonie o wysokości do 1,0 cm lub większej, białe, pajęczynowate lub kosmate. Sporangiofory o wysokości do 250 (–400) µm i szerokości (5–) 8–13 µm u nasady, 1,5–3,5 µm na wierzchołku, szydłowate, szkliste, gładkie, wierzchotkowato rozgałęzione u podstawy. Zarodnie kuliste, o średnicy (15–) 20–30 µm, białe, z delikatną, rozpływającą się błonką. Sporangiospory (5-) 10-16 (-10) × 5-8 (-9,5) µm, elipsoidalne do szeroko elipsoidalnych lub nieco nerkowate, gładkie, szkliste. Zygospory kuliste do półkulistych (42–) 54 (–80) × (40–) 52 (–70) µm, szkliste, gładkie, z trójwarstwowymi ściankami. Wieszadełka duże, kuliste (30–) 40-43 (–65) µm. Organizm heterotaliczny.

## Występowanie i siedlisko
Gatunek kosmopolityczny występujący na wszystkich kontynentach, znaleziono go nawet na Antarktydzie. Najwięcej stanowisk podano w Australii. W Polsce do 2003 r. podano kilka stanowisk na korzeniach roślin (jako Mortierella elongata).
Grzyb glebowy, saprotrof. Dobrze rośnie na różnych typach gleby, od pH od 4 do 7, preferuje ściółkę i górne warstwy gleby organicznej. Sporangiospory rozprzestrzeniane są przez wodę lub przez ruch gleby (np. podczas prac polowych).